# 默莱 (上马恩省)
默莱（法語：Melay，法語發音：[məlɛ] ⓘ）是法国上马恩省的一个市镇，属于朗格勒区。

## 地理
默莱（47°53'30"N, 5°48'43"E）面积13.95 平方千米，位于法国大東部大區上马恩省，该省份为法国东北部内陆省份，北起马恩省和默兹省，西接奥布省，西南接科多尔省，东南接上索恩省，东临孚日省。
与默莱接壤的市镇（或旧市镇、城区）包括：波旁莱班、昂丰韦勒、阿庞斯河畔弗雷讷、巴尔日、布隆德方丹、瓦塞。
默莱的时区为UTC+01:00、UTC+02:00（夏令时）。

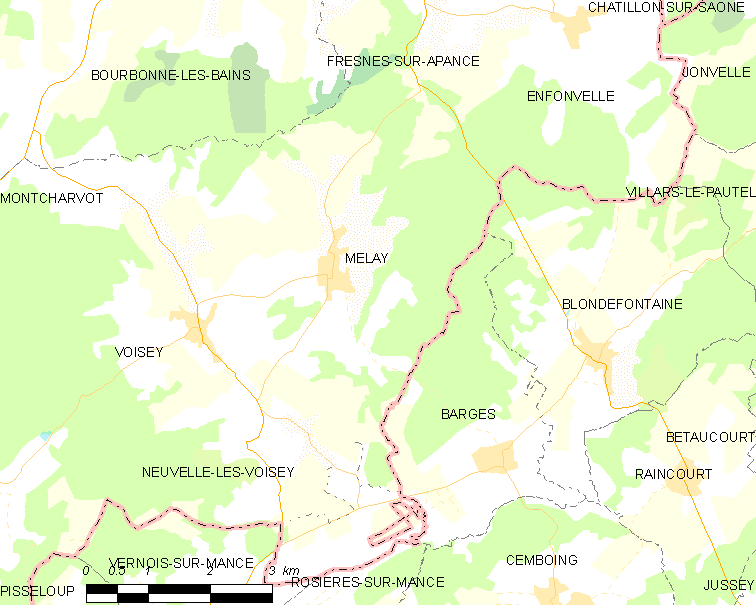
默莱的OSM定位图

## 行政
默莱的邮政编码为52400，INSEE市镇编码为52318。

## 政治
默莱所属的省级选区为波旁莱班县。

## 人口

1962-2008年间默莱人口变化图示

默莱于2022年1月1日时的人口数量为243人。